# Georges Mouveau
Georges Mouveau, né le 30 septembre 1878 dans le 6e arrondissement de Paris et mort le 4 avril 1959 à Bridoré, est un décorateur de l'Opéra de Paris dans les années 1900-1930. Il est enterré à Montigny-sur-Loing où il a vécu une vingtaine d'années.

## Biographie
Fils du libraire éditeur parisien Arthur Mouveau (1848-1908) et neveu d'Adolphe Mouveau (1840 - ?) également libraire éditeur, Georges Mouveau fut élève d'Eugène Carpezat pendant 4 ans, a travaillé pendant 10 ans à l'atelier de Lucien Jusseaume, très jeune se trouve décorateur du théâtre national de l'opéra de Paris. Il est à la fois peintre et décorateur, artiste dans tous les sens du terme, musicien mêlé à tous les artistes de son temps.
À juste titre, il devient membre du cercle des Apaches, mouvement artistique en 1904 qui regroupe des hommes du monde de l’art (25 membres officiels) pianistes, peintres, décorateurs, écrivains dont les plus célèbres sont Ravel, Debussy, Stravinsky, Ricardo Vinès, etc. Ils avaient pour habitude de se retrouver une fois par semaine lors de réunions informelles, d’échanger sur le monde de l'époque, de jouer de la musique, c'était leur point commun, tous savaient jouer d'un instrument et la musique, une passion commune, mais aussi on dessinait, débattait, rigolait... Alexis Marcel Félicien Chadeigne, membre également des Apaches, compositeur pianiste, chef de chœur à l'opéra de Paris fut son beau frère, il se maria avec sa sœur, Camille Mouveau en 1901, cantatrice à l'opéra, et il fut témoin de mariage de Georges Mouveau et Jeanne Servant.
Le travail de chef décorateur de Georges Mouveau l'amena à superviser la création de nombreux décors avant la Première Guerre mondiale, tels que L'Or du Rhin, Nitokris, Les Bacchantes, Les Joyaux de la madone, Scémo...
Durant la Première Guerre mondiale il participa à l'élaboration du camouflage avec de nombreux autres artistes soldats de l'époque, affecté comme sous-lieutenant « camoufleur » sous le commandement de Lucien-Victor Guirand de Scévola, Georges Mouveau est l'inventeur des grillages de fil de fer revêtus de raphia coloré, il est décoré de la légion d'honneur.
Après la Première Guerre, il retourne à l'opéra de Paris, poursuit à superviser de nombreux décors : Goyescas, Derviches et El Greco (ballets suédois du danseur Jean Börlin) au théâtre des Champs-Elysées, Esther, princesse d'Israël, Le Joueur de viole, À quoi rêvent les jeunes filles, l'illustre Fregona, Vercingétorix, Ariane, Oriane. Parallèlement à son activité de décorateur/peintre, il fonda la société DIM (Décoration intérieure moderne) en 1919 avec l'architecte René Joubert.
Georges d'Espagnat, un de ses amis, réalisa un portrait de Georges Mouveau et Charles Despiau, ami et sculpteur réalisa une sculpture de Georges Mouveau que l'on peut retrouver au centre Pompidou ainsi qu'une sculpture buste de sa fille Lucienne Mouveau dite « Cracra ».
Il est le père de Pierre Mouveau, artiste peintre également.

Représentations de Georges Mouveau
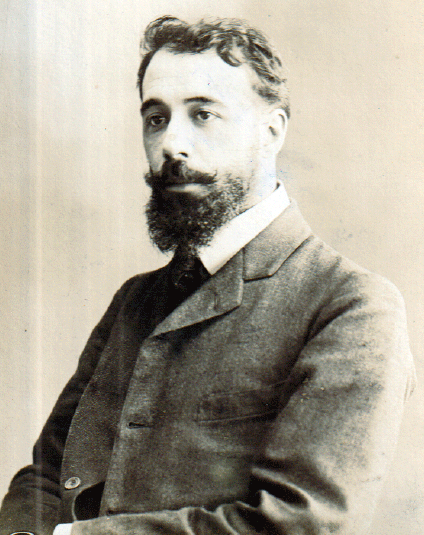
Georges Mouveau en 1908.
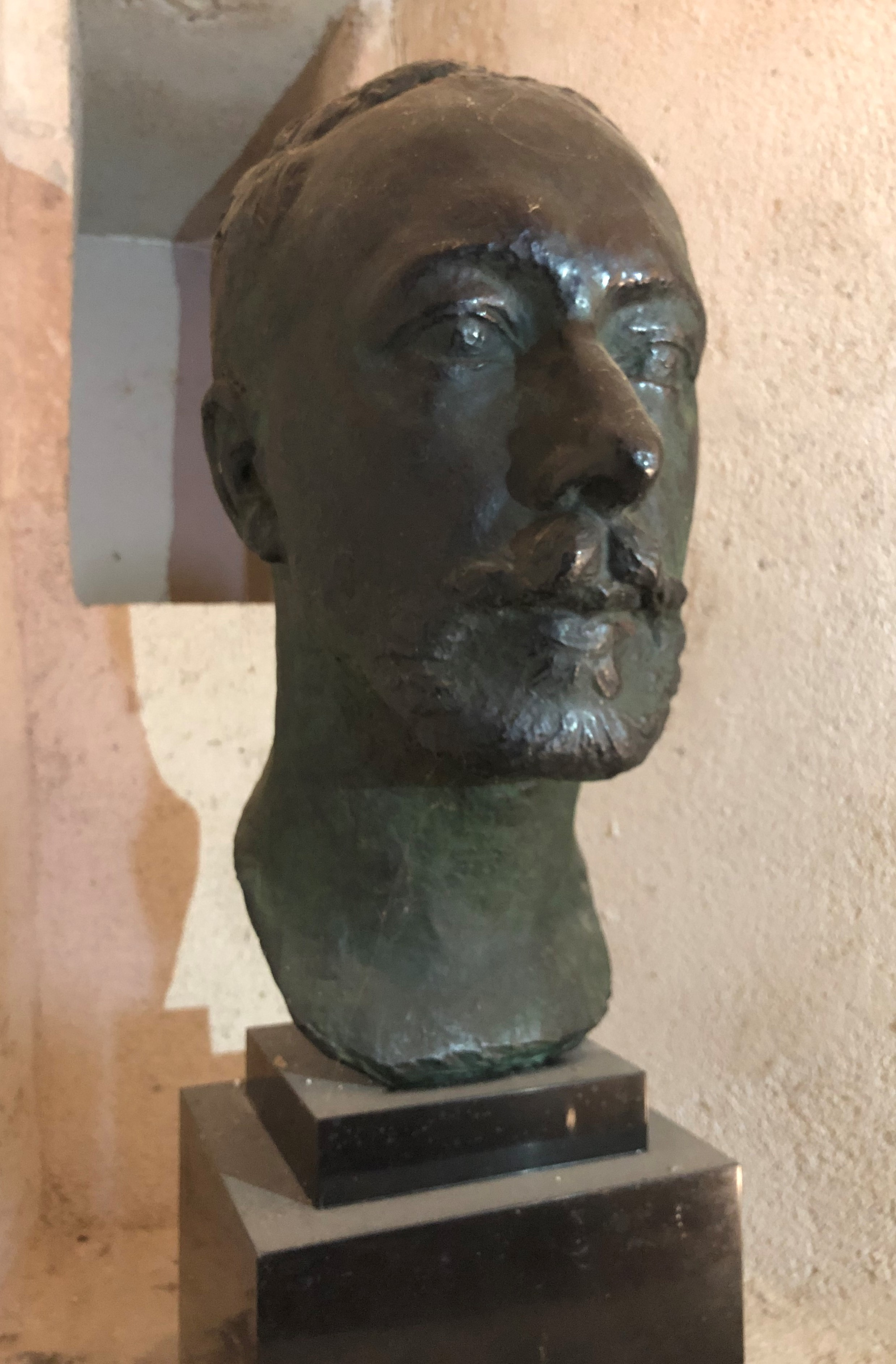
Buste de Georges Mouveau, bronze de 1916 par Charles Despiau.
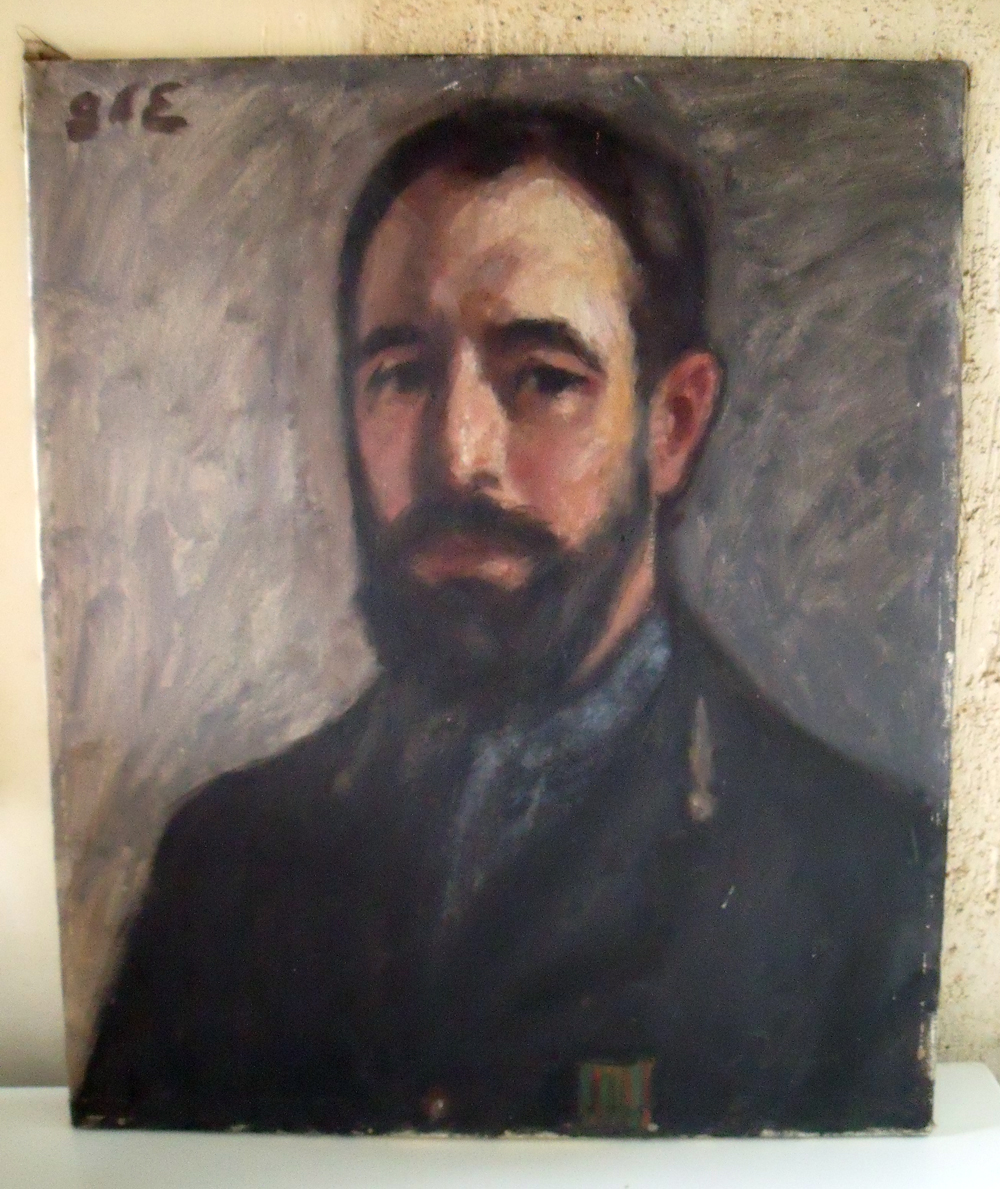
Georges Mouveau portrait par Georges d'Espagnat vers 1916.
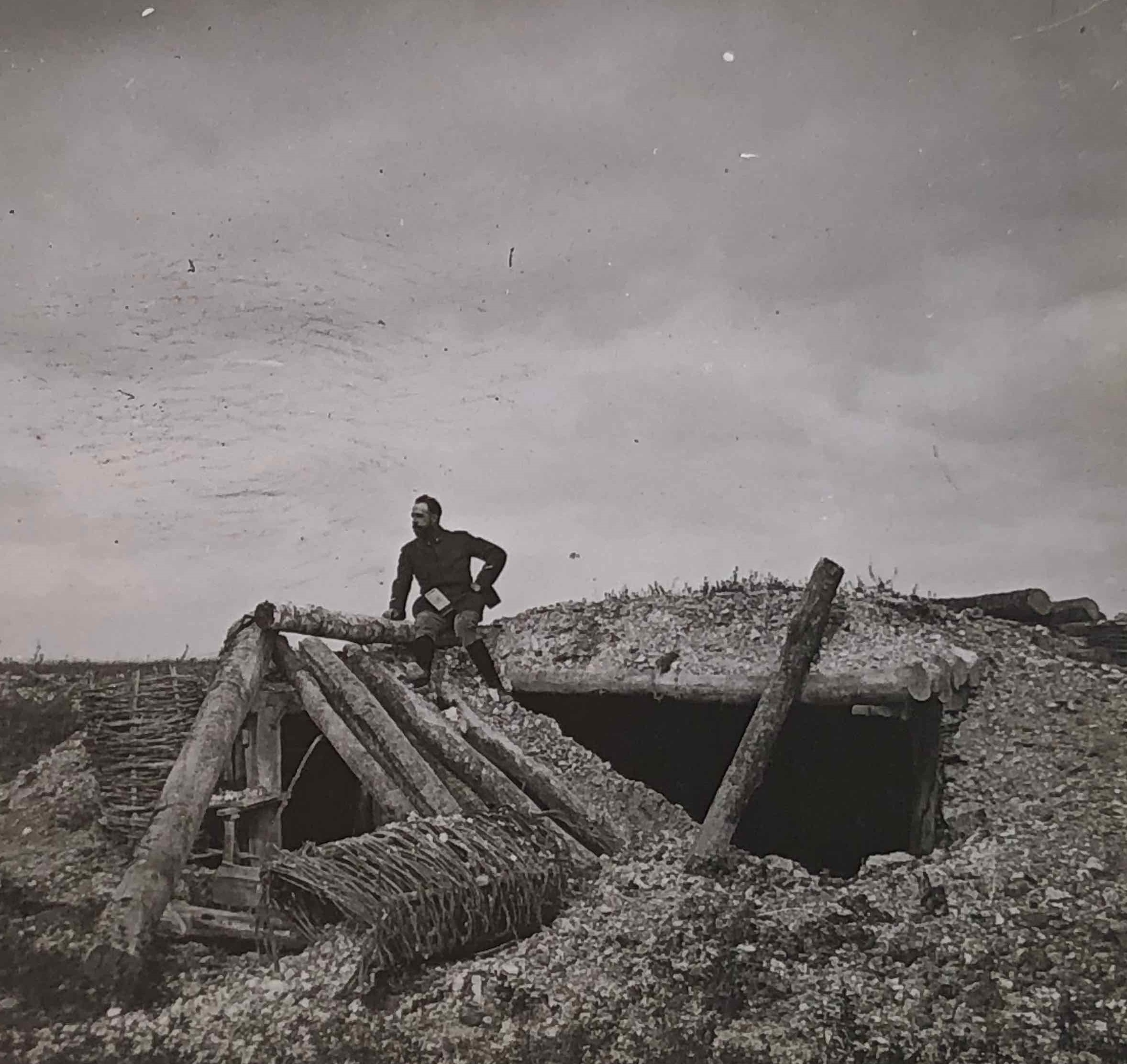
Georges durant la Première Guerre mondiale, un rouleau de raphia, prêt à être installé pour le camouflage.

## Décors
- Bacchus, 1909
- L'or du rhin, 1909
- La Marquesita, 1909
- La damnation de Faust, 1910
- La forêt, légende musicale, 1910
- Nitokris, 1911
- Espana, 1911
- La Nuit persanne, 1911 Dresa assisté par Mouveau
- Déjanire, 1911
- Sibérie, 1911 (décors du 1er acte)
- Les bacchantes, 1912
- La profession de Madame Warren, 1912,  décors de Hermann Paul assisté de Mouveau
- La dame à la Faux, 1912, décors de Maxime Dethomas, assisté de Mouveau
- Mesdames de la halle, 1912, décors Hémard assisté de Mouveau
- Idoménée, 1912, décors de René Piot assisté de Mouveau
- Ma mère l'oye 1912
- On ne peut jamais dire, 1913 décor Hermann-Paul exécuté par Mouveau
- Les éléments, 1913, décors de Dethomas exécuté par Mouveau
- Mesdames de la halle, 1913, décors et costumes de Joseph Hémard assisté de Mouveau
- les aveux indiscrets, 1913, décors de Drésa, exécutés par Mouveau
- Pénélope, 1913, décors de Roussel exécutés par Mouveau
- Pygmalion, 1913, décors de Laprade exécutés par Mouveau
- Les joyaux de la Madone, 1913
- Philotis, danseuse de Corinthe, 1913
- Scémo, 1913, (décors acte I et III)
- Les Derviches et El Greco ( ballets suédois ) , 1920
- Le jardin du paradis, 1923
- Les dieux sont morts, 1924
- Esther, princesse d'Israël, 1925
- Le joueur de viole, 1926
- À quoi rêvent les jeunes filles, 1926
- La tisseuse d'orties, 1926
- Alceste, 1926
- Naïla, 1927
- Le poirier de la misère, 1927
- La tour de feu, 1928
- Le mas, 1929
- La Grand-mère, 1930
- La tentation de Saint Antoine, 1930
- l'illustre Fregona, 1931
- Un jardin sur l'Oronte, 1932
- Vercingétorix, 1933
- Ariane et Barbe Bleue, 1934
- La Grand-mère, 1934
- L'amour sorcier, 1936
- Illeana, 1936
- le bourgeois de la falaise, 1937
- la chambre bleue, 1937
- Ariane, 1937
- Oriane, 1938
- Aïda, 1939
- Les santons, 1941
- Sylvia, Boléro, les créatures de Prométhée, les animaux modèles, 1942, de Serge Lifar

## Tableaux
Outre sa carrière de décorateur de théâtre, Georges a réalisé également plus de 300 tableaux.

## Expositions
- 1905 - Salon d'automne à Paris: Pastel (Vieux Paris) bords de seine
- 1906 - Salon d'automne à Paris: ciments cloisonnés (en collaboration avec Alphonse Armand)
- 1915 - Exposition internationale de San Francisco: dioramas du tourisme
- 1916 - Un salon d'armée : les ruines de Gerbévillers
- 1917 - Exposition d'artistes mobilisés à la galerie Levesque à Paris
- 1918 - Exposition d'artistes aux armées à Biarritz
- 1919 - Salon d'automne à Paris: DIM avec René Joubert
- 1920 - Galerie des feuillets d'art à Paris: La table dans un jardin, nature morte
- 1922 - Exposition au Grand Palais à Paris: bel ensemble de salle à manger avec DIM et René Joubert
- 1925 - Exposition internationale des arts décoratifs et industriels modernes pour utilisation d'une dalle suspendue qui réfléchit la lumière, DIM
- 1933 - L'art théâtral au musée Galliera à Paris: exposition de maquettes de décors